# Supporters de l'Olympique lyonnais
Les supporters de l'Olympique lyonnais encouragent et soutiennent le club de football français de l'Olympique lyonnais, son équipe première masculine et son équipe première féminine. Ils étaient présents dans les quatre tribunes du Stade de Gerland et lors des déplacements de leur équipe.
En 2024, les groupes officiels et apparentés de supporters du club étaient les suivants : « Kop Virage Nord » (qui comprend les « Bad Gones »), « Lyon 1950 », « Hex@gones », « Amicale des Rouge & Bleu », « Générations OL », « O'Elle Club », « Handi Sup OL », « Gastrogones 69 », « OL Muséum », « Dauphigones », « Brigade Lyon », « Les Canuts de l'OL », et deux groupes supportant uniquement l'OL féminin : « OL Ang'Elles » et « Kop Fenottes 69 » En 2023, un groupe non officiel est créé, « Bloc 405 Ferveur Nord » , situés en virage nord supérieur du Groupama Stadium et à sa proximité directe.

Tifo Virage Sud Lyon 1950 pour la réception d'Auxerre, le 27 octobre 2024

Depuis 2016, ils soutiennent l'OL à domicile principalement au Groupama Stadium, mais aussi au Groupama OL Training Center où se déroulent la plupart des matches de l'équipe féminine ainsi que de l'équipe réserve masculine.
| Club soutenu       | Olympique lyonnais Olympique lyonnais (féminines) |
| Stade principal    | Groupama Stadium (59 186 places)                  |
| Principaux groupes | Bad Gones Kop Virage Nord Lyon 1950               |

| Meilleure affluence moyenne     | 52 709 spectateurs par match |
| Meilleure affluence en un match | 58 082 spectateurs           |

Dernière mise à jour : 10 novembre 2024.

## Au Groupama Stadium (depuis 2016)

### Virages Nord et Sud

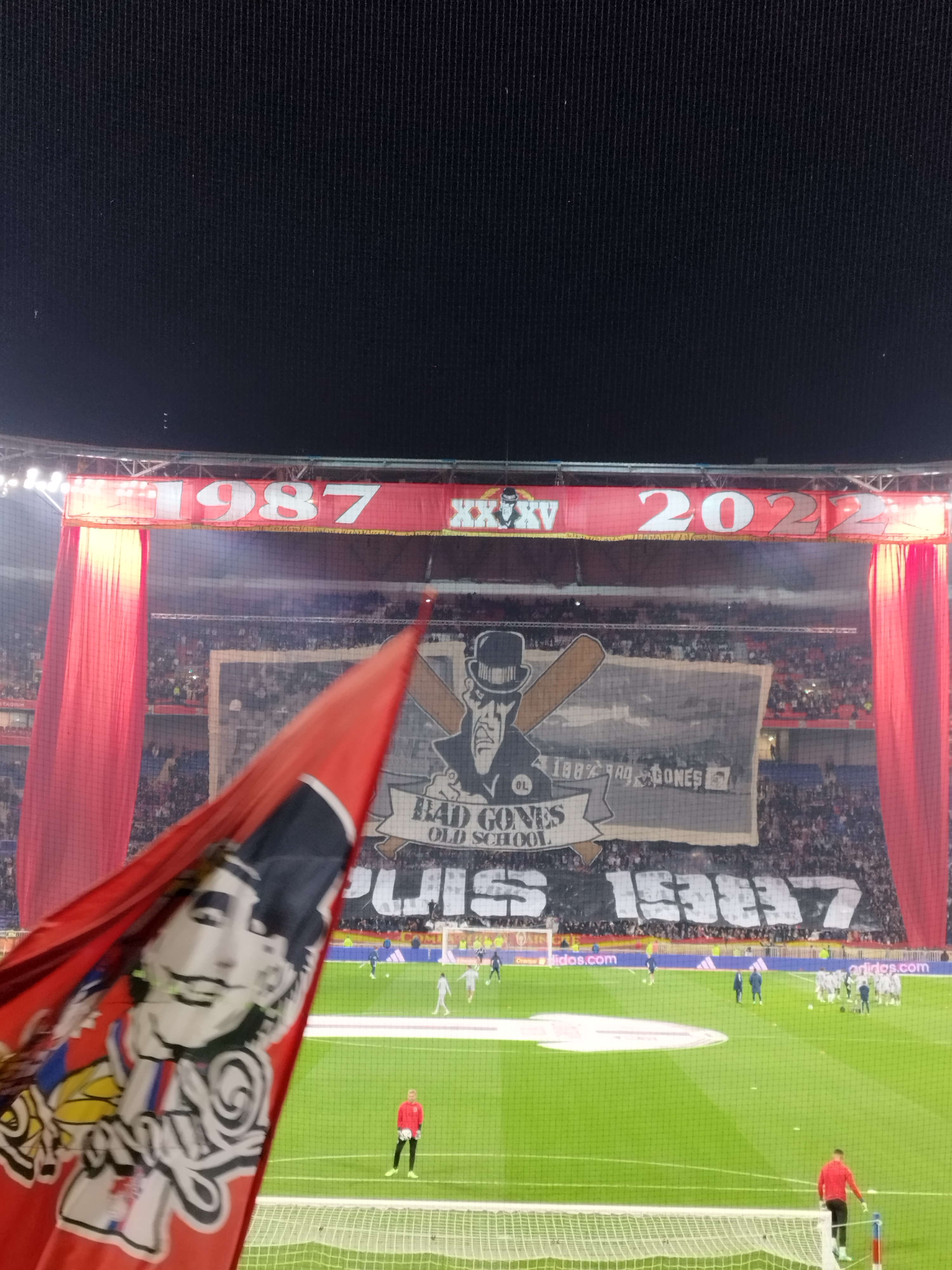
Tifo anniversaire "35 ans" Bad Gones - Kop Virage Nord et drapeau Lyon 1950, le 13 novembre 2022.

Depuis janvier 2016 l'Olympique Lyonnais a changé de stade. Les placements des deux principaux groupes de supporters sont restés identiques : les 6 600 membres du Kop Virage Nord, contenant une partie des plus fidèles et les plus actifs de l’association (le noyau) les Bad Gones qui occupent le virage nord avec l'intégralité des blocs inférieurs et intermédiaires tandis que le groupe ultra Virage Sud Lyon 1950 occupe les blocs inférieurs du virage sud, comptant 2130 membres. En 2023, les Bad Gones sont rejoints par un groupe non reconnu officiellement par le club reprenant le nom de la tribune, le Bloc 405 Ferveur Nord, pour animer le troisième anneau du Groupama stadium. Fort de l'ambiance impulsée par les Bad Gones, le Bloc 405 comptera jusqu'à 170 abonnés actifs. Dans le même temps, un nouveau groupe non officiel, les Six Neuf Pirates, se crée au Virage Sud fin 2023, puis entame une migration au Virage Nord supérieur, non loin du Bloc 405. Il promeut alors des valeurs plus inclusives, proche de l'anti-facisme politique et compte 70 membres. Ces derniers nés (Bloc 405 Ferveur Nord et Six Neuf Pirates) sont tous deux concernés par des incidents et des échauffourées contre des supporters marseillais lors du match OL-OM du 22 septembre 2024 en ligue 1, en marge de la défaite lyonnaise (OL 2-3 OM).
D'autres groupes de supporters sont regroupés dans le virage sud, représentant entre 1 000 et 1 500 personnes. Ainsi, les Rouges et Bleus qui étaient en latérale à Gerland se situent maintenant en virage sud a coté des Lyon 1950 comme les Hex@gones, South Side Lyon (dit SSL) ou encore la Brigade Lyon. Les Générations OL, groupe à la devise "supporter de tout temps", crée dans les années 2000, migrent quant à eux du virage sud intermédiaire à la tribune est en 2022.Les Handi Sup OL, qui regroupent des supporters en situation de handicap, sont placés près du virage nord aux emplacements aménagés pour les fauteuils roulants entre les anneaux inférieur et intermédiaire.
Les tribunes lyonnaises sont aussi réputés pour la présence conséquentes de supporters indépendants. Ces derniers n'appartiennent à aucun groupe, ne sont pas membres d'associations et se veulent plus distants des autorités et du club. Ces indépendants sont répartis dans les divers tribunes, notamment dans le virage sud du Groupama Stadium. Adeptes d'une certaine violence dans les stades et en déplacement, ceux ci sont proches ou intègres à la mouvance hooligan.

Infographie des tribunes lyonnaises au 23 Octobre 2024 par Tribune de Lyon.

L'Olympique Lyonnais totalisait un nombre de supporters abonnés actifs, à tendance ultra (comme les Bad Gones 1987, Lyon 1950, South Side Lyon, Six Neuf Pirate ou Bloc 405) ou membres de groupes de supporter classiques (Rouge et Bleu, Hex@gones, Générations OL, O'elle Club, Handi sup'OL ou encore Brigade Lyon) de 26 500 personnes en 2024.

### Faits divers et polémiques
En avril 2024, les Bad Gones sont de nouveau épinglés pour leurs accointances avec l'extrême droite en raison d'un don de 2000€ du groupe à une association proche d'Éric Zemmour.
En octobre 2024, en marge de la victoire de l'Olympique lyonnais contre le FC Nantes, des affrontements entre supporters des Bad Gones et du nouveau groupe inclusif des Six-Neuf Pirates (SNP) éclatent au stade Groupama, faisant plusieurs blessés. Un membre des SNP est légèrement blessé à la cuisse par un coup de couteau,. Neuf jours après les affrontements, le club annonce des interdictions de stade de 3 à 18 mois pour 19 supporters impliqués, issus des groupes Six-Neuf Pirates, Bad Gones et Lyon 1950. L'OL dépose également 16 plaintes pour diverses infractions, incluant l'introduction d'armes et la violence volontaire en réunion
Ce conflit s’inscrit dans un contexte de tensions croissantes entre groupes de supporters de l'OL, marquées par des divergences idéologiques, notamment en matière de racisme et d'orientation politique. Certains supporters, en particulier ceux issus des SNP, rapportent des comportements hostiles et racistes de la part de groupes d'extrême droite dans les tribunes, tandis que des incidents violents et intimidations propres à l'ultra gauche anti-faciste visent ceux qui dénoncent ces pratiques. Le club condamne les violences et met en place une plateforme pour signaler les comportements problématiques, tout en encourageant les dépôts de plainte pour identifier les auteurs et limiter la prolifération des comportements extrémistes dans son stade.

## Au Stade de Gerland (jusqu'à 2015)
| \| \| - Tribune Jean-Jaurès. - Tribune Jean-Bouin. - Virage nord. - Virage sud. Les différentes tribunes de Gerland. |
| Le stade Gerland. |

### Virage nord: les Bad Gones

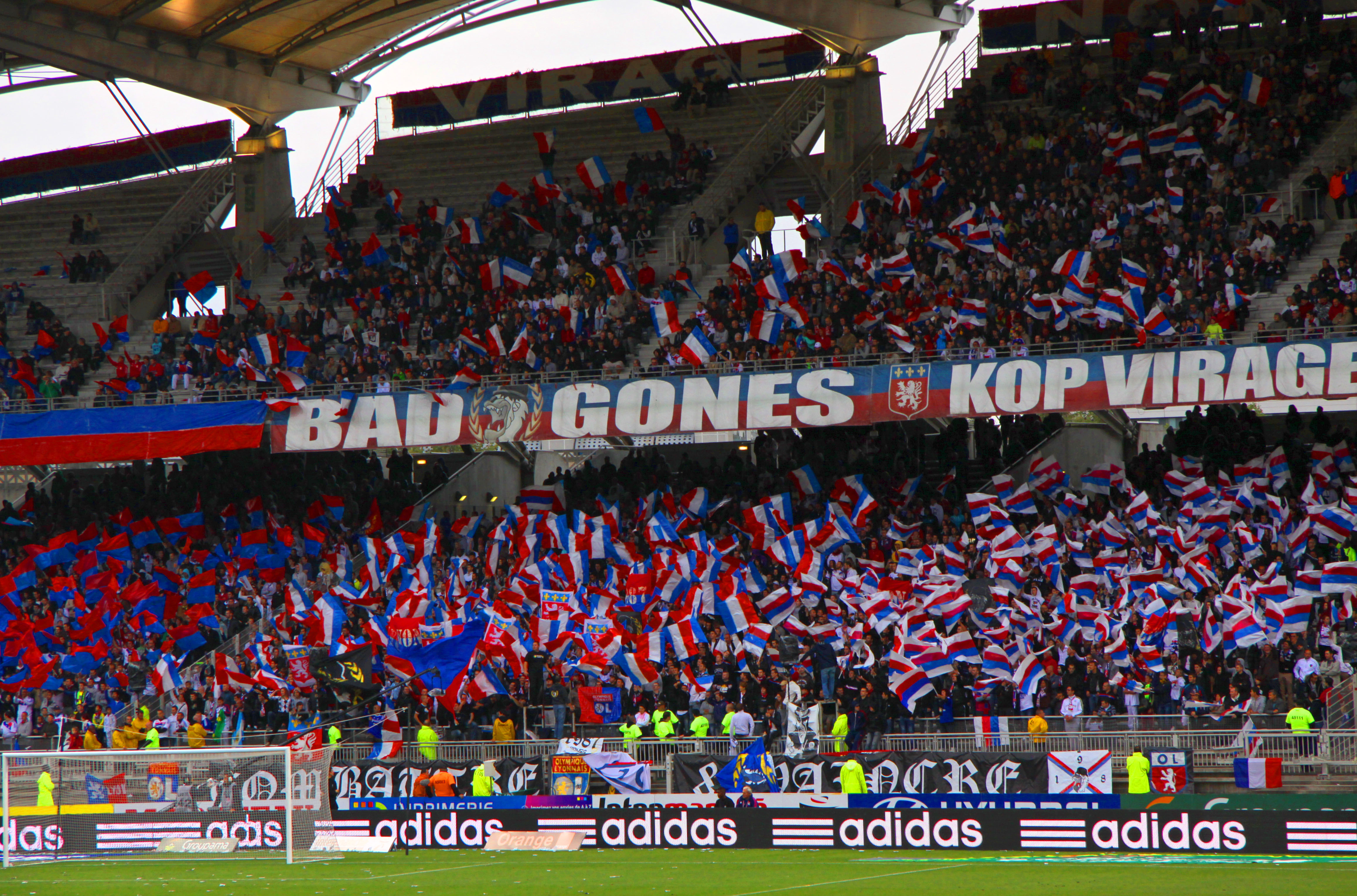
Tribune des Bad Gones en 2012.

Le premier groupe de supporters créé est celui des Bad Gones en 1987. Originellement, le groupe se situe tribune Jean-Bouin (où il est appelé « KGB » pour Kop Gens Bouin) avant de s'installer au virage nord en 2001-2002. Les Bad Gones entretenaient jusqu'à la fin des années 2000 une certaine proximité avec l'extrême droite. Ainsi une des premières écharpes du groupe incluait la formule « Notre honneur s'appelle fidélité » qui est une référence explicite à « Meine Ehre heißt Treue », devise des SS.
Il semble toutefois que cette orientation politique soit à présent plutôt dévolue au virage sud même si certaines dérives violentes peuvent encore subvenir : en attestent les échauffourées ayant opposé les Bad Gones aux South Winners marseillais, au printemps 2013, incidents qui auraient pu causer la suspension du groupe.
En 2015, anticipant le passage prochain dans le nouveau stade de Lyon, le groupe double ses membres passant de 3 000 à 6 000 membres.

### Virage sud

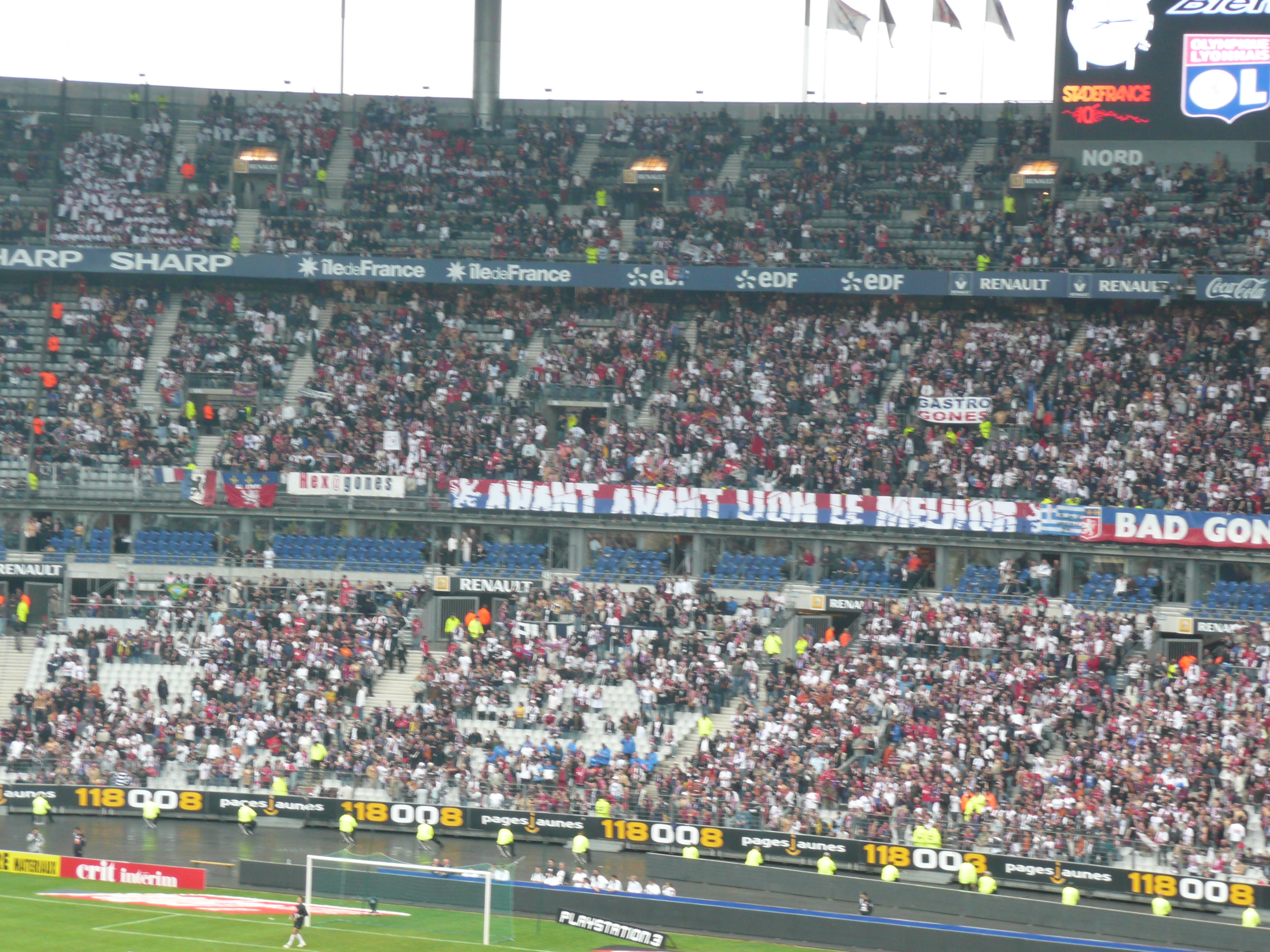
Virage lyonnais au Stade de France lors de la finale (gagnée) de la coupe de France 2008.

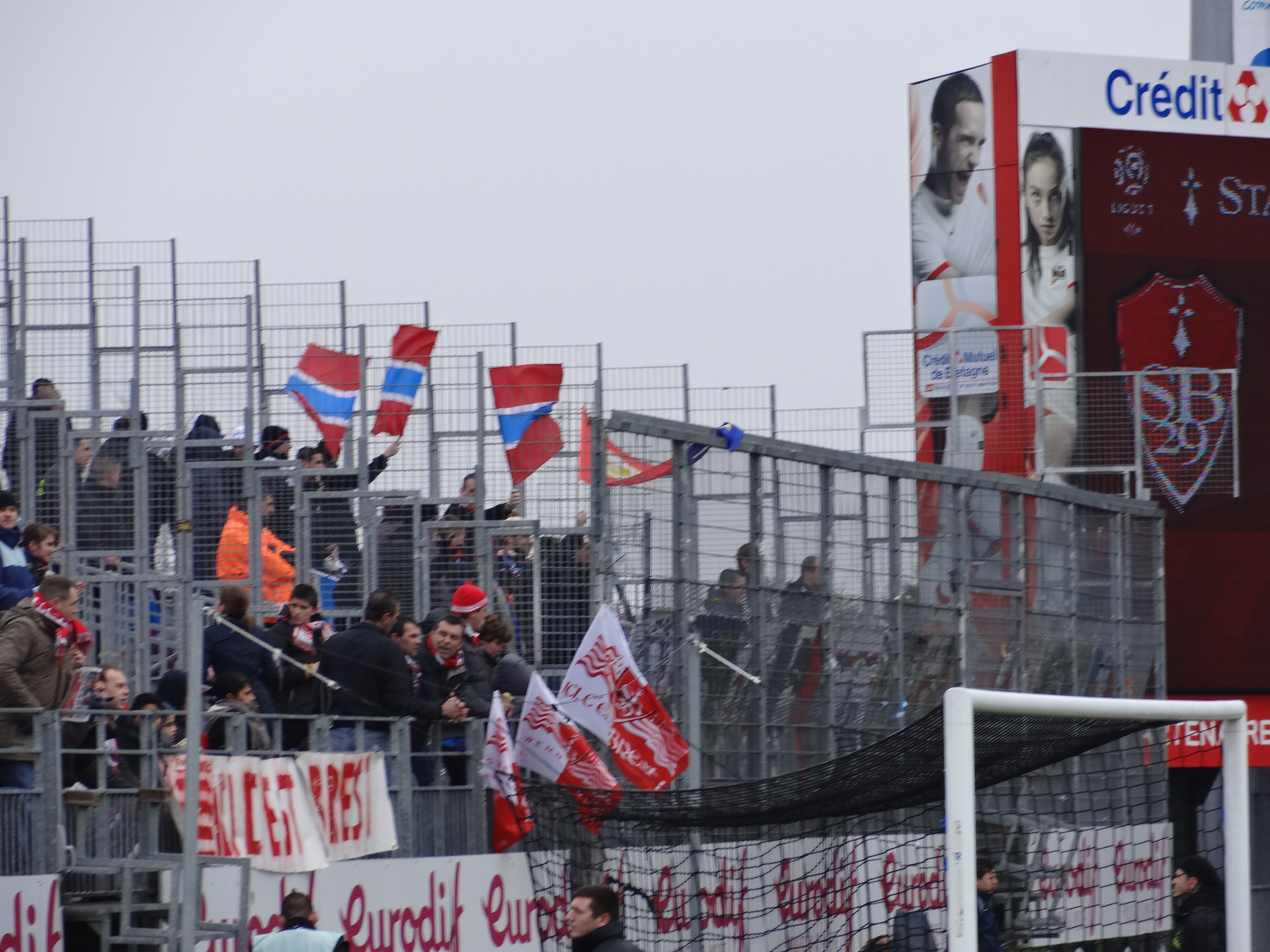
Supporters de l'Olympique lyonnais en déplacement à Brest en 2013.

« Lugdunum’s 93 » fondé en 1993 passe du virage nord au virage sud en 1999. En 2001, « Nucleo Ultras », groupe issu des Bad Gones, passe également du nord au sud. En 2007, les deux groupes (« Nucleo Ultras » et « Lugdunum’s 93 ») fusionnent pour former le groupe « Cosa Nostra Lyon » (CNL). Le groupe compte rapidement 500 membres mais n'est pas reconnu officiellement par le club avec lequel il entretient, en particulier avec Jean-Michel Aulas, des relations difficiles. Un certain nombre de débordements conduisent à la dissolution du groupe en avril 2010 parmi sept autres groupes,, par le ministre Brice Hortefeux. À l'été 2010, le groupe « Lyon 1950 » installé virage sud, est reconnu par le club. Depuis, le virage sud véhicule toujours la réputation d'être l'origine réelle ou supposée d'un certain nombre d'actes racistes et d'incidents violents. Cette réputation est confortée par la « guerre ouverte » qui oppose cette tribune au groupe stéphanois des Magic Fans. Cette opposition récurrente et le désordre qu'elle engendre a conduit l'autorité préfectorale à interdire aux supporters lyonnais de se déplacer à Saint-Étienne pour assister au derby du 10 novembre 2013. Le conseil d'État a d'ailleurs partiellement entériné cet arrêté préfectoral en soulignant que « des incidents d’une gravité croissante ont opposé, dans le courant de l’année 2013, des personnes se prévalant de la qualité de supporter des équipes de l’OL et de l’AS Saint-Étienne [...] assorti d’actes de grande violence entre certains groupes de supporters « ultra » des deux clubs établissait le risque d’incidents graves lors de la rencontre. »
En août 2012, le rapport de l'observatoire des comportements dans les stades relayé par Le Parisien-Aujourd'hui en France pointe particulièrement les supporters de l'OL pour « un nombre d’insultes, de gestes caractérisés incitant à la haine raciale d’actes de violence physique et d’utilisation d’engins pyrotechniques ». Surtout, la tribune semble, contrairement à toutes les autres à Lyon et en France, être animée d’initiatives spontanées émanant de groupuscules et échappant à toute coordination supérieure :

« Le virage sud présente cette particularité quasi unique en France : pas de leader, pas de positionnement commun sur tous les sujets. »

La réalité du virage sud est donc, outre la présence de « Lyon 1950 », qui en août 2011 annonce représenter 250 supporters, l’agglomérat d'indépendants et de petits groupes autonomes (appelés parfois firms) comme Mezza Lyon, groupe d'une quinzaine de membres proche de la mouvance identitaire.

### Tribunes Jean-Bouin et Jean-Jaurès et autres groupes
Le groupe « Rouges et Bleus » qui annonce une centaine de membres est localisé à Jean-Bouin. Le groupe « Hex@gones » créé en 2000 et situé en virage sud inférieur est particulièrement investi dans le suivi de l'équipe dans ses matches à l'extérieur.
Comme certains autres clubs, l'OL a des groupes à travers la France, notamment « Gones 58 » dans la Nièvre, « Gones 26 » en Drôme, « Septimagones » en Languedoc-Roussillon, « Loups Marchois » en Creuse, "Gones en Nord" dans les Hauts-de-France et « Dauphigones » dans l'Isère.

## Autres aspects

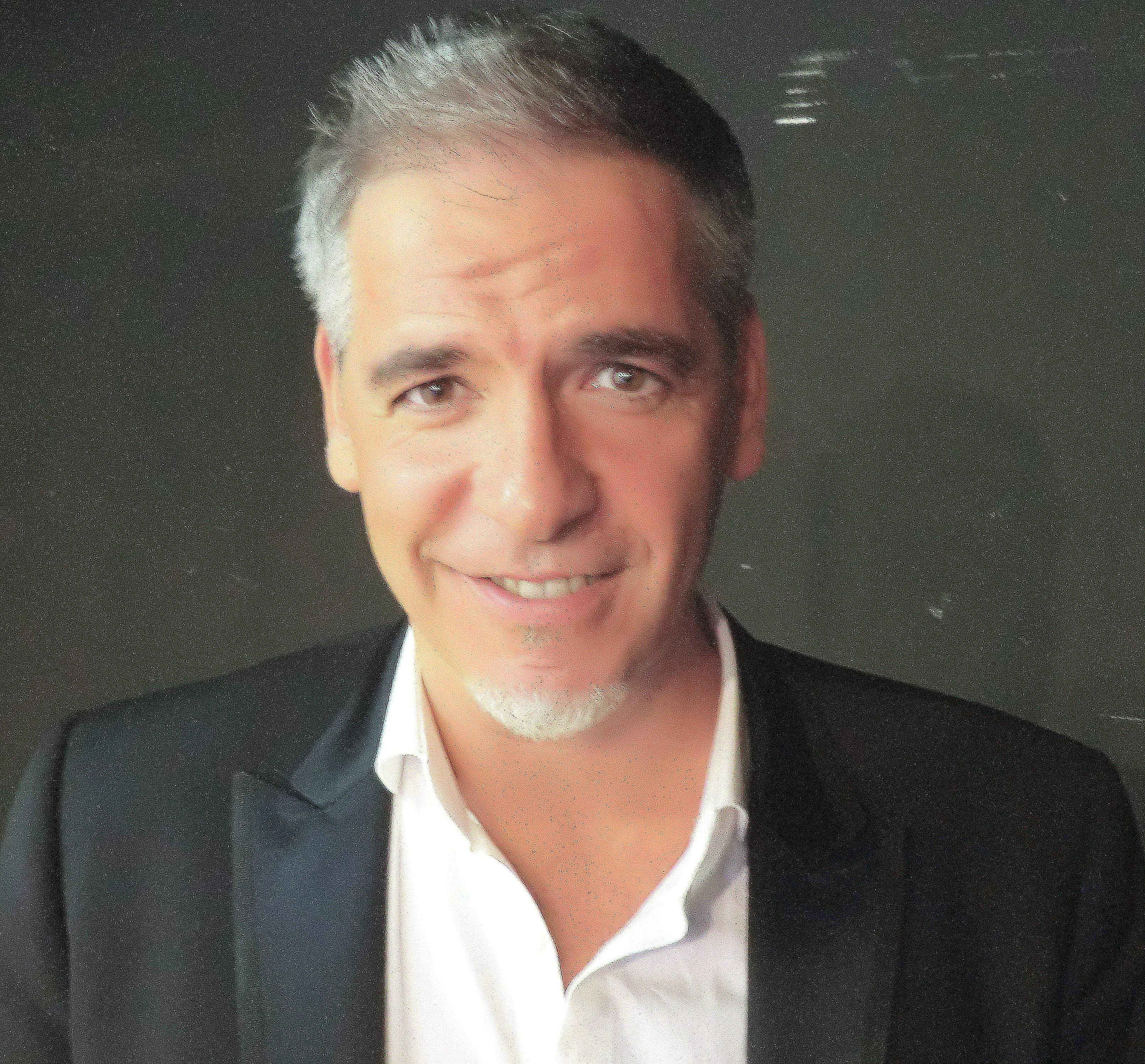
Barth en août 2013.

- En 2007, la chaîne OL TV a fait une émission spéciale pour les vingt ans des Bad Gones, intitulée Spécial 20 ans Bad Gones.
- Jean-Marc Ruzza connu sous le pseudonyme de « Barth », animateur de OL System de 2005 à 2014 et de OL Night System depuis 2018 sur OL TV, est l'un des membres fondateurs des Bad Gones[28].
- Un court-métrage de 13 min réalisé par Stéphane Demoustier et intitulé Bad Gones est sorti en 2011[29]
- Un documentaire-enquête est sortis par StreetPress en juin 2024 sur les supporters lyonnais et ses franges les plus radicales, revenant précisément sur une affaire d'agression potentiellement raciste en marge du match Lyon-Marseille du 23 octobre 2023[30],[31].

## Accident mortel
En avril 2005, deux supporters lyonnais sont morts dans un accident de mini-bus et sept autres sont blessés. L'accident s'est produit à hauteur de Limoges, alors que les supporters se rendaient au stade de la Beaujoire, pour le match de la 32e journée de Ligue 1 entre FC Nantes et Olympique lyonnais.

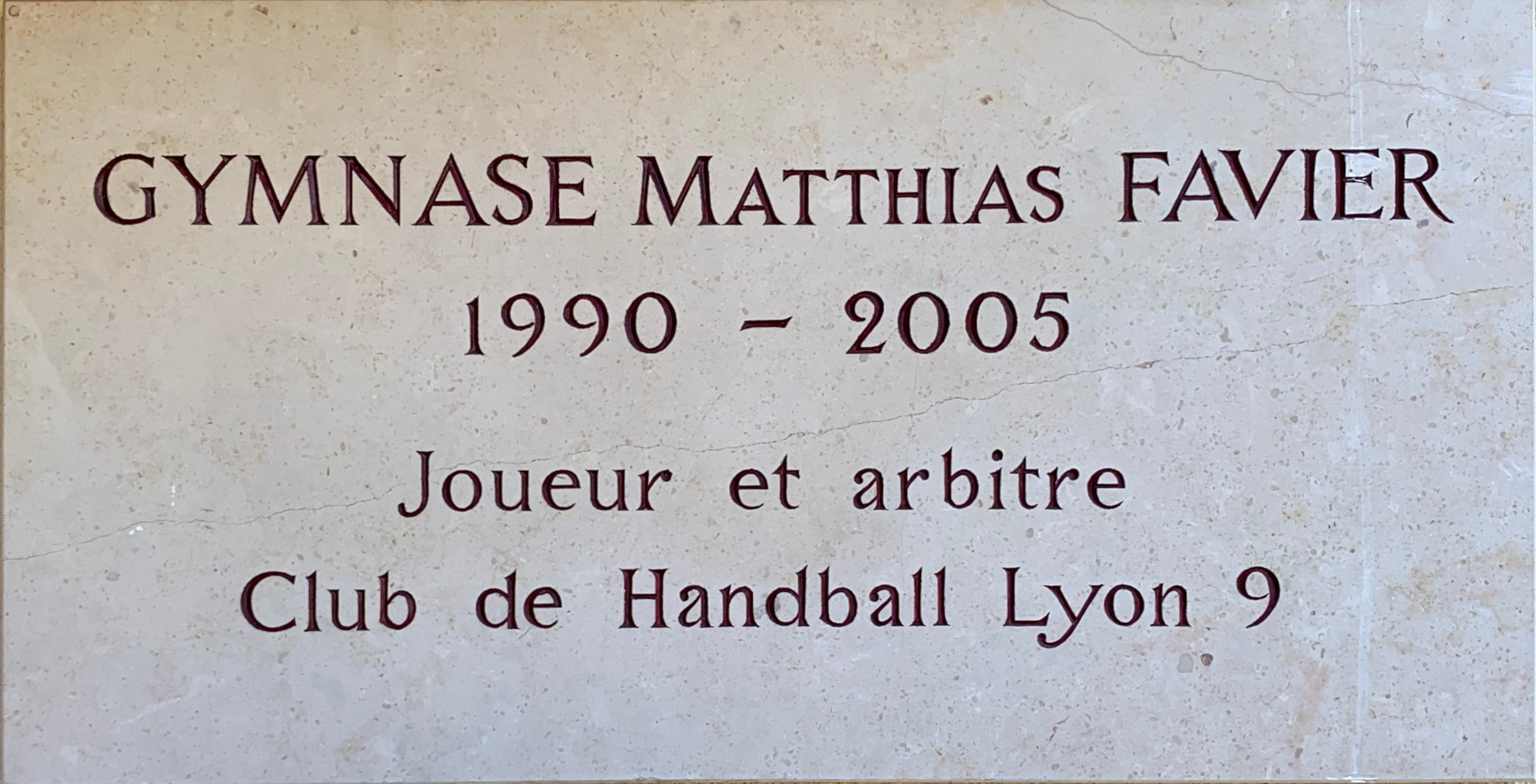
Plaque du gymnase Matthias-Favier à Lyon.
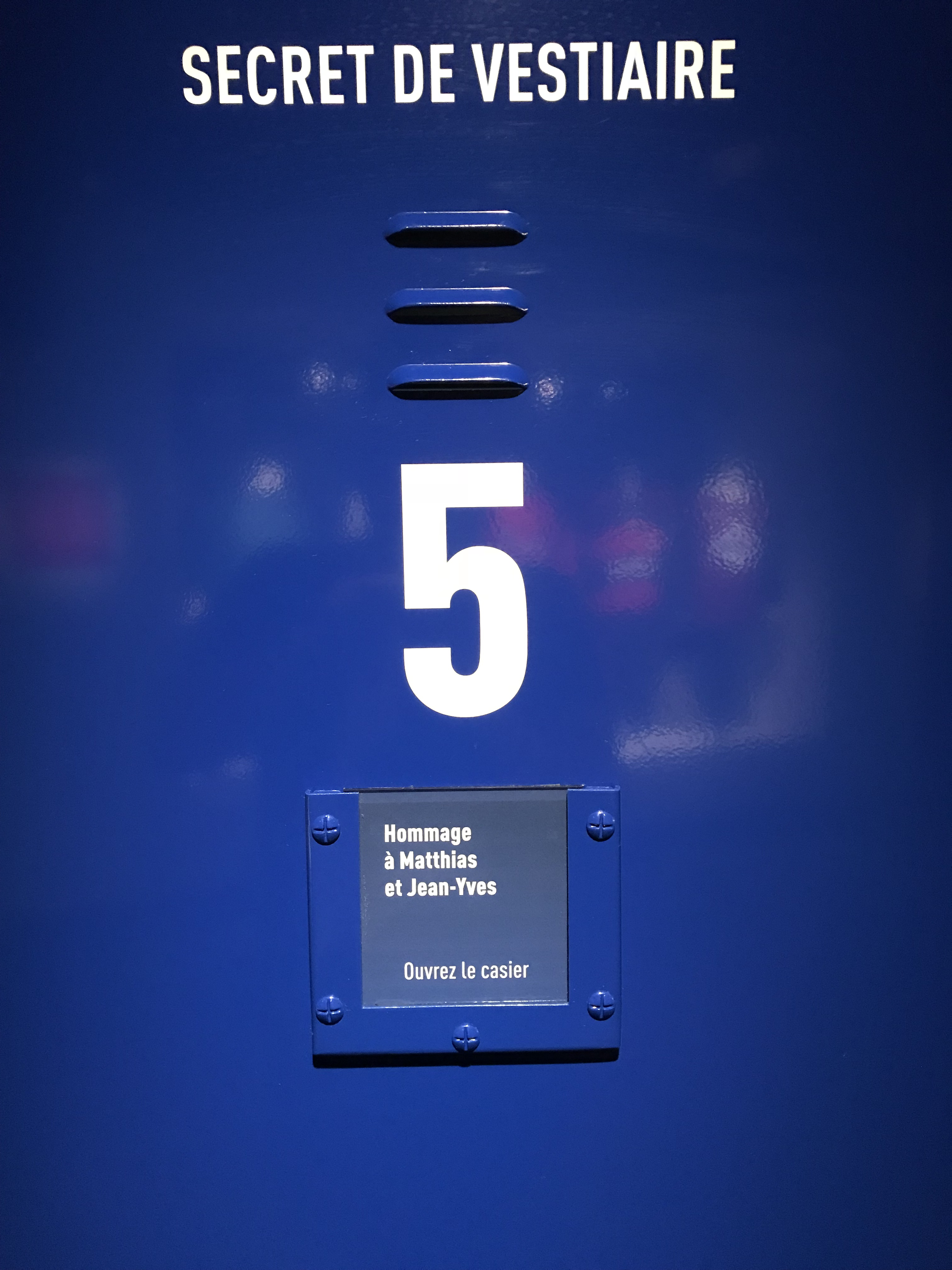
Hommage dans le musée de l'OL.

## Supporters célèbres
- Djamili-Dini Aboudou[33]
- Thierry Ascione[34]
- Bruno Bernard[35]
- Benjamin Biolay[36]
- Pierre-Alexis Bizot (Domingo)[37]
- Paul Bocuse[38]
- Pierre-Charles Boudot[39]
- Sébastien Bouillet[40]
- Thierry Braillard[41]
- François-Noël Buffet[42]
- Théo Bussière[43]
- Jacques Chambon[44]
- Gérard Collomb[45]
- Cyril Collot[46]
- Clovis Cornillac[47]
- Baptiste Couilloud[11]
- Barnabé Couilloud[11]
- Yann Cucherat[48]
- Grégory Cuilleron[49]
- Alain Damasio[50]
- Hyacinthe Deleplace[51]
- Sébastien Devaud (Agoria)[52]
- Grégory Doucet[53]
- Cyril Dumoulin[54]
- Assia El Hannouni[55]
- Joel Embiid[56]
- Christian Estrosi[57]
- Olivier Faron[58]
- Philippe Faure[59]
- Liane Foly[60]
- Jean Forestier[61]
- Thierry Frémaux[62]
- Antoine Frérot[63]
- Caroline Garcia[64]
- Julie Gayet[65]
- Florian Gripon (Arkunir)[66]
- Sylvain Hagopian (Silvàn Areg)[67]
- Jean-Christophe Hembert[68]
- Émilien Jacquelin[réf. nécessaire]
- Raphaël Jacquelin[69]
- Vincent Jay[70]
- Guillaume Joli[71]
- Michael Jones[72]
- Henri Kahudi[73]
- Koba LaD[74]
- Pédro Kouyaté[75]
- Paul Lacombe[76]
- Denis Lathoud[77]
- Félix Lebrun[78]
- Henri Leconte[79]
- Yohan Lidon[80]
- Jérémy Lopez[81]
- Marie Lopez (EnjoyPhoenix)[82]
- Marine Lorphelin[83]
- Baptiste Malfondet[84]
- Florent Manaudou[85]
- Guy Mathiolon[86]
- Jean-Baptiste Maunier[87]
- François Médéline[88]
- Michel Mercier[89]
- Jacques Monclar[90]
- Maxime Musqua[91]
- Zack Nani[92]
- Michel Neyret[93]
- Louis Nicollin[94]
- Cédric O[95]
- Laurent Pluvy[96]
- Jhon Rachid[97]
- Thomas Ramos[98]
- Cyrian Ravet[99]
- Dylan Rocher[100]
- Lionel Roux[101]
- Adrien Saddier[102]
- Olivier Schoenfelder[103]
- Sellig[104]
- Cécile Siméone[105]
- Kevin Staut[106]
- Alessandra Sublet[107]
- Maxime Vachier-Lagrave[108]
- Najat Vallaud-Belkacem[109]
- Amaury Vassili[110]
- Martin Vidberg[111]
- Nikola Vučević[112]
- Jonathan Wisniewski[113]
- Brahim Zaibat[114]
- Philippe Zeller[115]

Cette liste partielle ne prend pas en compte les footballeurs ou ex-footballeurs.